# カルトヴェリ語族
カルトヴェリ語族 (グルジア語: ქართველური ენები) は、ジョージア国内で話されているグルジア語、メグレル語、スヴァン語、主にトルコ国内で話されているラズ語の4つの言語から成る。南コーカサス語族ともいう。
チェチェン語などを含む北東コーカサス語族（ナフ・ダゲスタン語族）、アブハズ語などを含む北西コーカサス語族（アブハズ・アディゲ語族）とともに、しばしばコーカサス諸語とまとめられるが、南コーカサス語族と他の2つの語族とのあいだの系統関係は実証されていない。

## 下位言語
- スヴァン語
- グルジア・ザン語派（英語版）
  - グルジア語
  - ザン諸語（英語版）
    - メグレル語
    - ラズ語

## 概説
メグレル語とラズ語は比較的近い関係にあり、両者をまとめてザン語派、あるいはザン語（Zan）と呼ぶ。4つの言語のうち、グルジア語だけが1500年以上の文字言語としての伝統を持ち、話者の数ももっとも多い。グルジア語は、ほぼすべてのメグレル語とスヴァン語の話者、一部のラズ語の話者にとっての文章語でもある。スヴァン語は約3万人の話者を持つが、消滅が危惧されている。
歴史的な分岐の順番とその時期について、次のような推定がなされている。紀元前1000年ごろまでにまずスヴァン語が祖語から分かれ出た。その後、グルジア語が、紀元前後ごろにザン語派（メグレル語・ラズ語）と分かれた。メグレル語とラズ語が分かれたのは約1200年前と考えられる。
4つの言語に共通する特徴として、放出音の存在、能格を含む10弱の格の区別、動詞が主語のみならず直接目的語や間接目的語の人称・数も標示することなどが挙げられる。子音や母音の組織はほぼ同じであるが、スヴァン語のいくつかの方言は多くの母音を区別する。現代のラズ語にはトルコ語の影響が強く認められる。